# انجمن سازگاری
انجمن‌های سازگاری، انجمن‌های داوطلبانه‌ای بودند که در قرن‌های نوزدهم و بیستم تأسیس شدند و معرفی گونه‌های غیربومی را در نقاط مختلف جهان تشویق می‌کردند، به این امید که آنها با محیط‌های جدید خود سازگار شوند و سازگار شوند. این جوامع در دوران استعمار شکل گرفتند، زمانی که اروپایی‌ها شروع به اسکان گسترده در مکان‌های ناآشنا کردند. یکی از انگیزه‌های فعالیت‌های انجمن‌های سازگاری این بود که معرفی گونه‌های جدید گیاهی و جانوری (عمدتاً از اروپا) باعث غنی‌سازی گیاهان و جانوران مناطق هدف می‌شد. این جنبش همچنین در پی ایجاد گیاهان و حیواناتی بود که برای اروپاییان آشنا بودند، در حالی که گیاهان و حیوانات خارجی عجیب و غریب و مفید را نیز به مراکز سکونت اروپاییان می‌آورد.
اکنون به‌طور گسترده درک شده است که معرفی گونه‌ها به محیط‌های خارجی اغلب برای گونه‌های بومی و اکوسیستم‌های آنها مضر است. برای مثال، در استرالیا محیط زیست به دلیل چرای بیش از حد خرگوش‌ها به‌طور جدی آسیب دید. در آمریکای شمالی، گنجشک‌های خانگی پرندگان بومی را آواره و کشته‌اند. در نیوزیلند، پستانداران معرفی‌شده مانند صاریغ‌ها و گربه‌ها به تهدیدی برای گیاهان، پرندگان و مارمولک‌های بومی تبدیل شدند. در سراسر جهان، جمعیت سمندرها توسط عفونت‌های قارچی تهدید می‌شود. در نتیجه، معرفی عمدی گونه‌های جدید اکنون در برخی کشورها غیرقانونی است.
آلفرد راسل والاس در مقاله خود در مورد این موضوع در دایرةالمعارف بریتانیکا، چاپ یازدهم (۱۹۱۱)، تلاش کرد تا سازگاری را تعریف کند. والاس تلاش کرد این مفهوم را از اصطلاحات دیگری مانند «اهلی‌سازی» و «طبیعی‌سازی» متمایز کند. او خاطرنشان کرد که یک حیوان اهلی می‌تواند در محیط‌هایی که توسط انسان‌ها کنترل می‌شوند، زندگی کند. او اظهار داشت که طبیعی‌سازی شامل فرایند خوگیری است که شامل «سازگاری تدریجی» می‌شود. این ایده، حداقل در فرانسه، با لامارکیسم مرتبط بود و والاس خاطرنشان کرد که برخی، مانند چارلز داروین، امکان مجبور کردن حیوانات به سازگاری را انکار می‌کردند. با این حال، والاس خاطرنشان کرد که این احتمال وجود دارد که بین افراد تفاوت‌هایی وجود داشته باشد و بنابراین برخی از آنها بتوانند با محیط‌های جدید سازگار شوند.

## در فرانسه

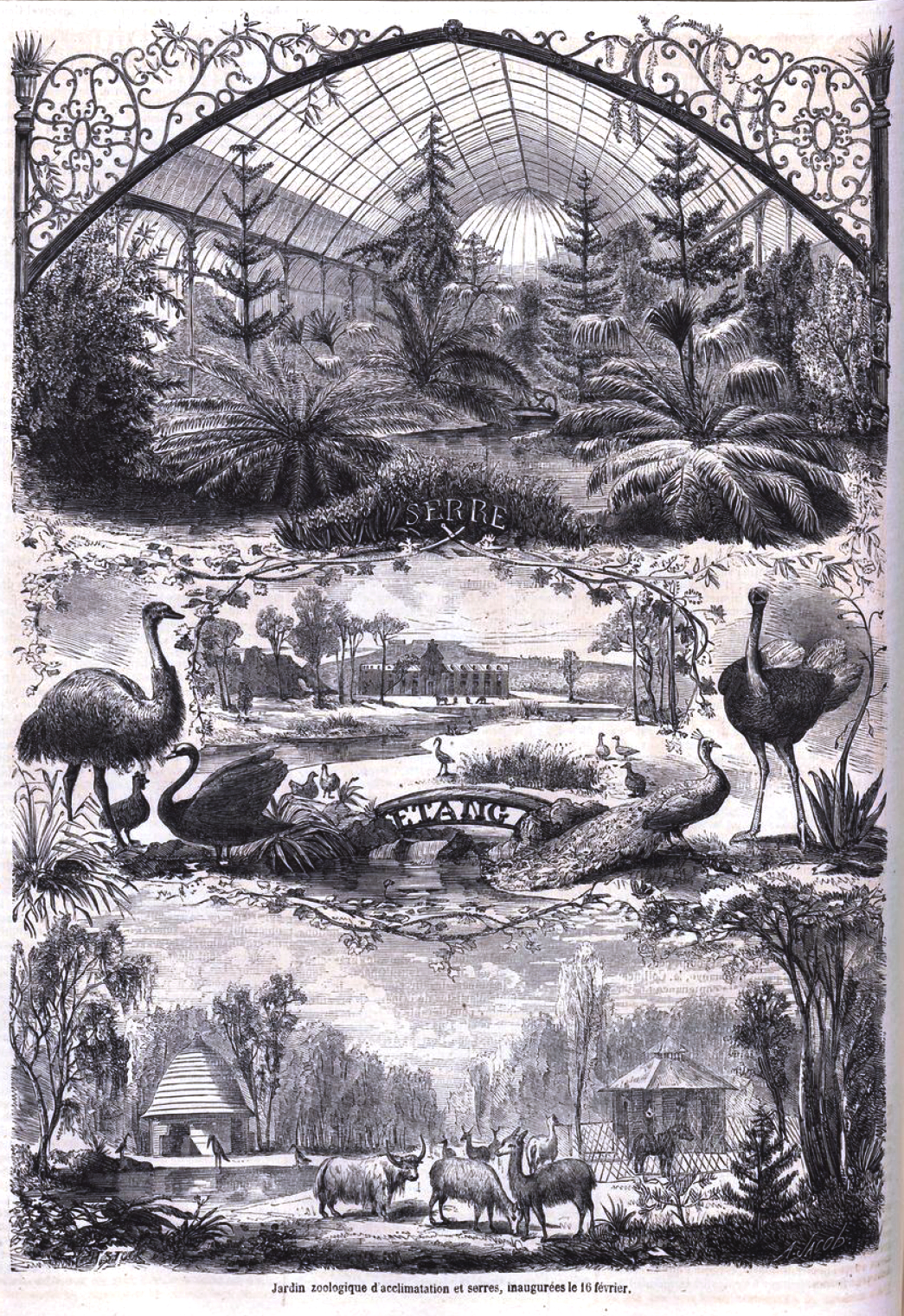
در پاریس در سال ۱۸۶۱

اولین انجمن سازگاری بود که توسط ایزیدور جفروی سن هیلر در پاریس در ۱۰ مه ۱۸۵۴ تأسیس شد. این موزه اساساً شعبه‌ای از موزه ملی تاریخ طبیعی در پاریس بود و از دیگر کارکنان آن می‌توان به ژان لویی آرمان دو کواترفاژ، آنتوان سزار بکرل و پسرش الکساندر اشاره کرد. سنت هیلر به این ایده لامارکی که انسان‌ها و حیوانات را می‌توان مجبور به سازگاری با محیط‌های جدید کرد، پایبند بود. انجمن فرانسوی شعبه‌ای در الجزایر و همچنین باغ سازگاری (Jardin d' Acclimatation) را در سال ۱۸۶۱ در پاریس تأسیس کرد تا نه تنها حیوانات و گیاهان جدید، بلکه مردمان سرزمین‌های دیگر را نیز به نمایش بگذارد.
برای هر کسی که در مستعمرات حیوانات پرورشی ایجاد می‌کرد، جوایزی به شکل مدال در نظر گرفته می‌شد. قوانین این بود که حداقل شش نمونه باید نگهداری شوند و حداقل دو نمونه از آنها در اسارت تولید مثل کنند. پس از مرگ سن-ایلر در سال ۱۸۶۱، ریاست انجمن به ادوارد دروین دو لویس، وزیر امور خارجه ناپلئون سوم، رسید و بسیاری از کارگزاران آن، دیپلمات‌هایی بودند که با افسران فرانسوی و خارجی در مستعمرات ارتباط برقرار می‌کردند. پیوندهای فرانسه-بریتانیا و همچنین فرانسه-استرالیا در جابجایی گیاهان و حیوانات دخیل بودند. برای مثال، اقاقیای استرالیایی توسط فرانسوی‌ها به الجزایر و توسط بریتانیایی‌ها به آفریقای جنوبی معرفی شدند. فرانسوا لاپورت، طبیعت‌شناس و کنسول در ملبورن، و فردیناند فون مولر از انجمن سازگاری با محیط زیست ویکتوریا، در انتقال بسیاری از گونه‌های گیاهی به خارج از استرالیا نقش داشتند. در برخی موارد، این حرکات مستقیم نبودند، بلکه از طریق پاریس و کیو انجام می‌شدند.

## در بریتانیا

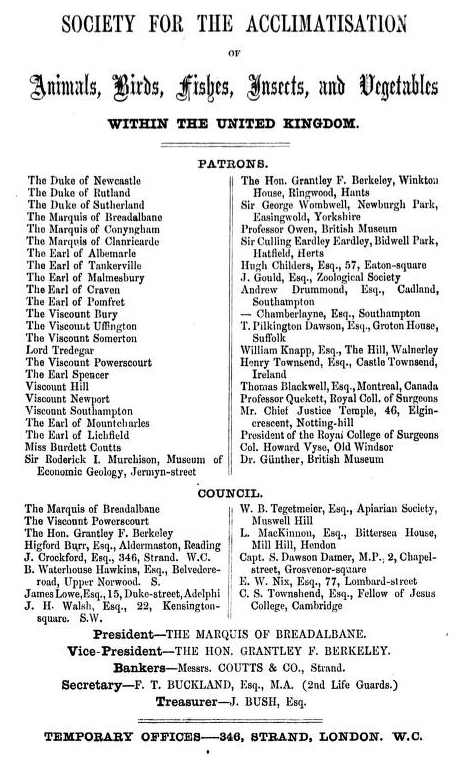
اعضای انجمن بریتانیا در سال ۱۸۶۱

انجمن سازگاری بریتانیا از ایده‌ای که توسط مدیریت مجله فیلد پیشنهاد شده بود، سرچشمه گرفت. جلسه‌ای در ۲۱ ژانویه ۱۸۵۹ در میخانه لندن در خیابان بیشاپزگیت برگزار شد. ریچارد اوون در صدر میز از جمله شرکت‌کنندگان بود و غذاها شامل یک اردک‌ماهی بزرگ، کبک آمریکایی، یک غاز جوان و یک گاومیش آفریقایی می‌شد. در این جلسه، میچل و دیگران اظهار داشتند که بسیاری از آن حیوانات عجیب و غریب می‌توانند در طبیعت وحشی بریتانیا زندگی کنند. چند روز بعد، اوون در نامه‌ای به روزنامه تایمز، طعم گاو کوهی آفریقایی را ستود و از معرفی حیوانات به طبیعت حمایت کرد.
در ۲۶ ژوئن ۱۸۶۰، جلسه دیگری برگزار شد و انجمن هم هوایی رسماً در لندن تأسیس شد. یک سال بعد، دبیر انجمن، فرانک باکلند، طبیعت‌شناس محبوبی که به خاطر ذائقه‌اش به گوشت‌های عجیب و غریب شناخته شده بود، به «موفقیت» انجمن در معرفی طاووس، قرقاول معمولی، قوهای اروپایی، سارها و بزهای کوهی به استرالیا، از طریق تلاش‌های ادوارد ویلسون، اشاره کرد. یکی از حامیان انجمن، بوردت کوتس بود. سایر جوامع مشابه به سرعت در سراسر جهان، به ویژه در مستعمرات اروپایی در قاره آمریکا، استرالیا و نیوزیلند گسترش یافتند. در بسیاری از موارد، آنها هم به عنوان انجمن‌هایی برای مطالعه تاریخ طبیعی و هم برای بهبود میزان موفقیت گونه‌های معرفی شده وجود داشتند. در سال ۱۸۵۰، گنجشک‌های انگلیسی به آمریکا معرفی شدند و یوجین شیفلین در سال ۱۸۹۰ سارها را به آنجا معرفی کرد.

## استرالیا و نیوزیلند
جذابیت جوامع سازگاری در مستعمرات، به ویژه استرالیا و نیوزیلند، این باور بود که جانوران محلی به نوعی ناقص یا فقیر هستند. همچنین یک عنصر نوستالژی در تمایل استعمارگران اروپایی برای دیدن گونه‌های آشنا وجود داشت. یک مهاجر استرالیایی، مارتین، در سال ۱۸۳۰ شکایت کرد که " درختان برگ‌های خود را حفظ کرده و پوست خود را در عوض، قوها سیاه‌پوست بودن، عقاب‌ها سفید، زنبورها بدون سوزن بودن، بعضی‌ها پستانداران جیب داشتند، دیگران تخم مرغ گذاشته شده، در تپه‌ها گرم تر بود.. در آنجا بود که تمایل به احساس زمین بیشتر به عنوان انگلستان قوی بود.
انجمن اکلیمیتاسیون ویکتوریا در سال ۱۸۶۱ تأسیس شد. جورج بنت در گفتگو با انجمن اشاره کرد که چگونه مهم است که چنین سازمانی داشته باشد که آزمایشات موفق را در خصوص انجام داده بود و نتایج آن با مرگش از دست رفته بود، نقل کرد. طرفدار اصلی واردات و صادرات درختان و گیاهان فردیناند فون مولر بود. همچنین معرفی گونه‌های تجاری یا گونه‌های شکار نیز انجام شد. در بعضی موارد، نتایج فاجعه بار بود، مانند فاجعه اقتصادی و زیست‌محیطی از طریق معرفی خرگوش به استرالیا یا آپسوم به نیوزیلند. اثرات وحشتناک به سرعت احساس شد و یک قانون آزار خرگوش در سال ۱۸۷۶ در نیوزیلند تصویب شد. بدتر از همه، پیشنهاد شده بود که برای کنترل خرگوش‌ها، گاوها و خرگوشها وارد شوند. علیرغم هشدارهای آلفرد نیوتن و دیگران، شکارچیان معرفی شدند و هربرت گاتری اسمیت آن را به عنوان «محاول اصلاح یک اشتباه با یک جرم» اعلام کرد.